# Rosellinia necatrix
Rosellinia necatrix es un hongo patógeno de plantas que normalmente afecta a sus raíces causando pudrición y en estados avanzados la muerte de la planta.